# Erna (bướm đêm)
Erna  là một chi bướm đêm thuộc họ Erebidae.